# Sparna macilenta
Sparna macilenta là một loài bọ cánh cứng trong họ Cerambycidae.